# بيلي وودز
بيلي وودز (بالإنجليزية: Billy Woods)‏ (24 أكتوبر 1973 في جمهورية أيرلندا - ) هو لاعب كرة قدم أيرلندي في مركز جناح ‏. شارك مع منتخب جمهورية أيرلندا تحت 17 سنة لكرة القدم ومنتخب جمهورية أيرلندا تحت 21 سنة لكرة القدم. أما مع النوادي، فقد لعب مع بورتاداون وكوفنتري سيتي ونادي بلاكبول ونادي ترانمير روفرز لكرة القدم ونادي شامروك روفرز ونادي كورك سيتي ودوري أيرلندا الحادي عشر ‏.

## وصلات خارجية
- بيلي وودز على موقع قاعدة بيانات كرة القدم.إي يو (الإنجليزية)